# Грачевка (Жуковський район)
Грачевка (рос. Грачевка) — присілок в Жуковському районі Калузької області Російської Федерації.
Населення становить 158 осіб. Входить до складу муніципального утворення Село Істя.

## Історія
Від 2004 року входить до складу муніципального утворення Село Істя

## Населення
| 2002 | 2010 |
| ---- | ---- |
| 145  | ↗158 |